# Punta Maria Cristina
La Punta Maria Cristina è una montagna di 3708 m s.l.m. delle Alpi Pennine.

## Descrizione
Si trova sullo spartiacque tra la Valle d'Aosta (Valtournenche) e il Canton Vallese (Mattertal). Sulla vetta è ubicato il Bivacco Giorgio e Renzo Novella.

## Accesso
La vetta è raggiungibile dal Rifugio Duca degli Abruzzi all'Oriondé con percorso alpinistico di 4h e 30 circa o dal Bivacco Enzo e Nino Benedetti (poco più in alto del Col Tournanche - 3510 m). in circa 2h.